# 아르게 밤

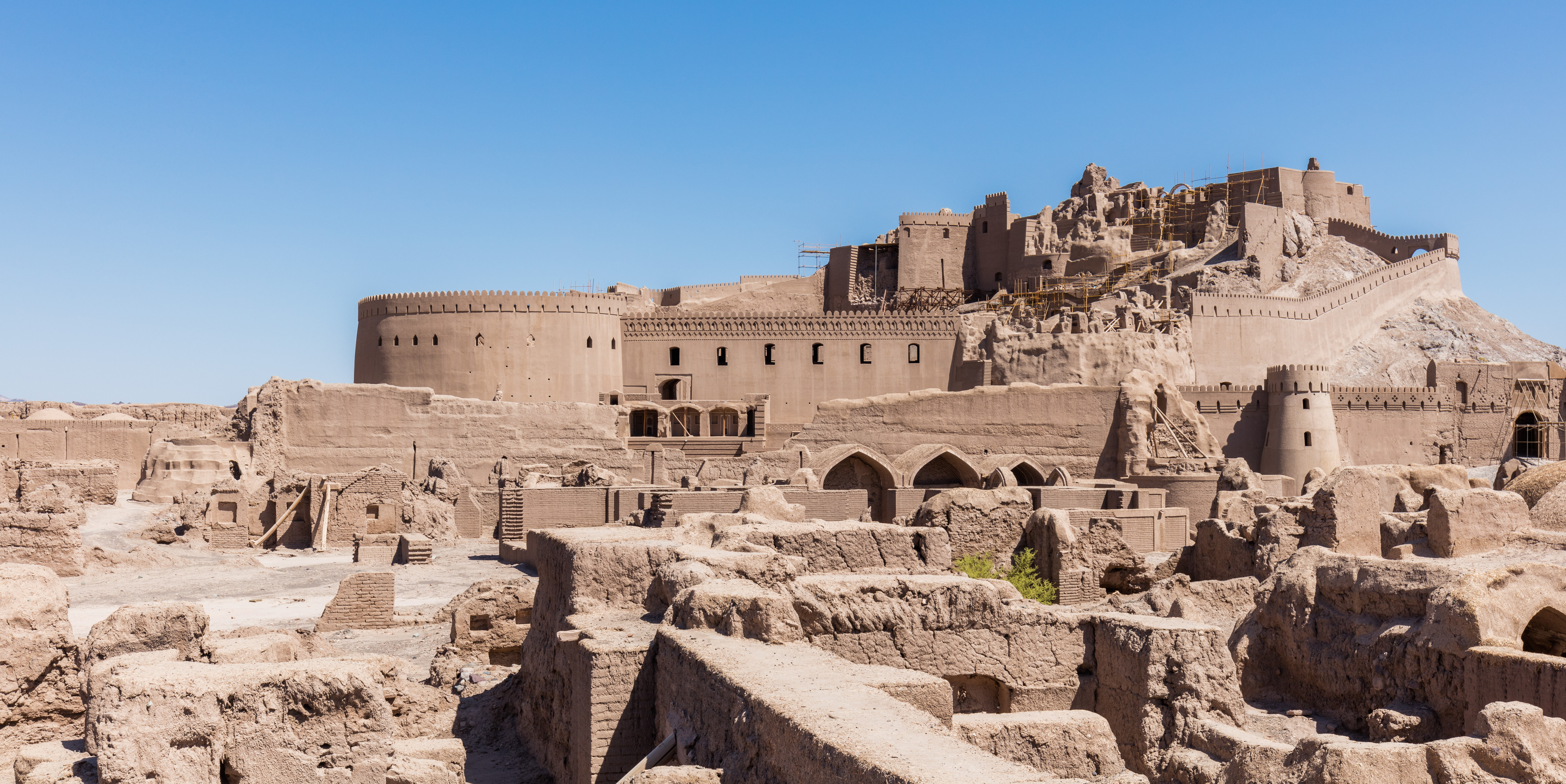
아르게 밤

아르게 밤은 이란 케르만주 밤에 있는 요새 도시 유적이다. 아르게 밤은 '밤의 성'을 의미한다. 유적의 큰 특징은 오아시스 지대에서의 어도비를 사용한 것이며, 주변의 완충 지역에는 야자수도 있다.
유네스코 세계문화유산에 "밤과 그 문화경관"의 일부로 등재된 이 곳의 역사는 적어도 아케메네스 왕조 (기원전 6~4세기)까지 거슬러 올라간다. 이 성채는 7세기부터 11세기까지 실크로드와 기타 중요한 무역로의 교차로이자 실크와 면 의류 생산지로 중요성이 커졌다.
2003년 12월 26일, 성채는 지진으로 밤의 나머지 지역과 그 주변 지역과 함께 지진으로 거의 완전히 파괴되었다. 지진이 발생한 지 며칠 후 이란 대통령 모하마드 하타미는 성채를 재건할 것이라고 발표했다.

## 같이 보기
- 분류:이란의 성
- 이란의 세계유산